# Tour dite du Grenier à sel
La tour dite du Grenier à sel est une partie d'un ancien logis seigneurial situé à Cholet en Maine-et-Loire.

## Localisation
La tour dite du grenier à sel est située dans le département français de Maine-et-Loire, sur la commune de Cholet au no 41 rue des Vieux-Greniers.

## Description
Le bâtiment qui est dit avoir abrité le grenier à sel au XVIe siècle et début du XVIIe siècle consiste en une tour carrée à pans coupés agrémentée d'une tourelle ronde. Un escalier intérieur, de style Renaissance, desservait les habitations situées dans le fond de l'impasse où habitaient les officiers ou intendants de la seigneurie du château.

## Historique
La légende  de cette tour emblématique pour Cholet, ne fait pas l'unanimité des historiens : Charles Arnault argumente, que dans les années 1760, la bâtisse, incluant la tour, escalier d'un ancien logis seigneurial, appartenait à René Joseph Meunier, praticien-audiencier-huissier au Grenier à sel de Cholet, d'où la probable confusion ultérieure.
Ce bâtiment date du XVIe siècle et est inscrit au titre des monuments historiques en 1969. Il s'agit d'une propriété privée que la propriétaire avait décidé de restaurer pour en faire don à la ville dès 2023. « À ma mort, elle lui sera léguée définitivement. Le patrimoine est un bien commun, il doit le rester ». Le logis attenant du XIXe siècle sera lui aussi restauré et transformé en galerie d'art ou atelier d'artistes. En 2021, la tour est vendue à la municipalité pour 50 000 €.
À Cholet, il y a eu plusieurs greniers à sel successifs. Avant l'arrivée du marquis de Broon, le grenier à sel a été transféré rue du Petit-Conseil ce qui permit au marquis d'habiter ce logis, alors qu'il faisait reconstruire son château, situé à l'endroit du tribunal dans le jardin du mail. À la fin du XVIIIe siècle, le suivant se trouve au pied du château, à l'angle des rues Salbérie et Saint-Martin.

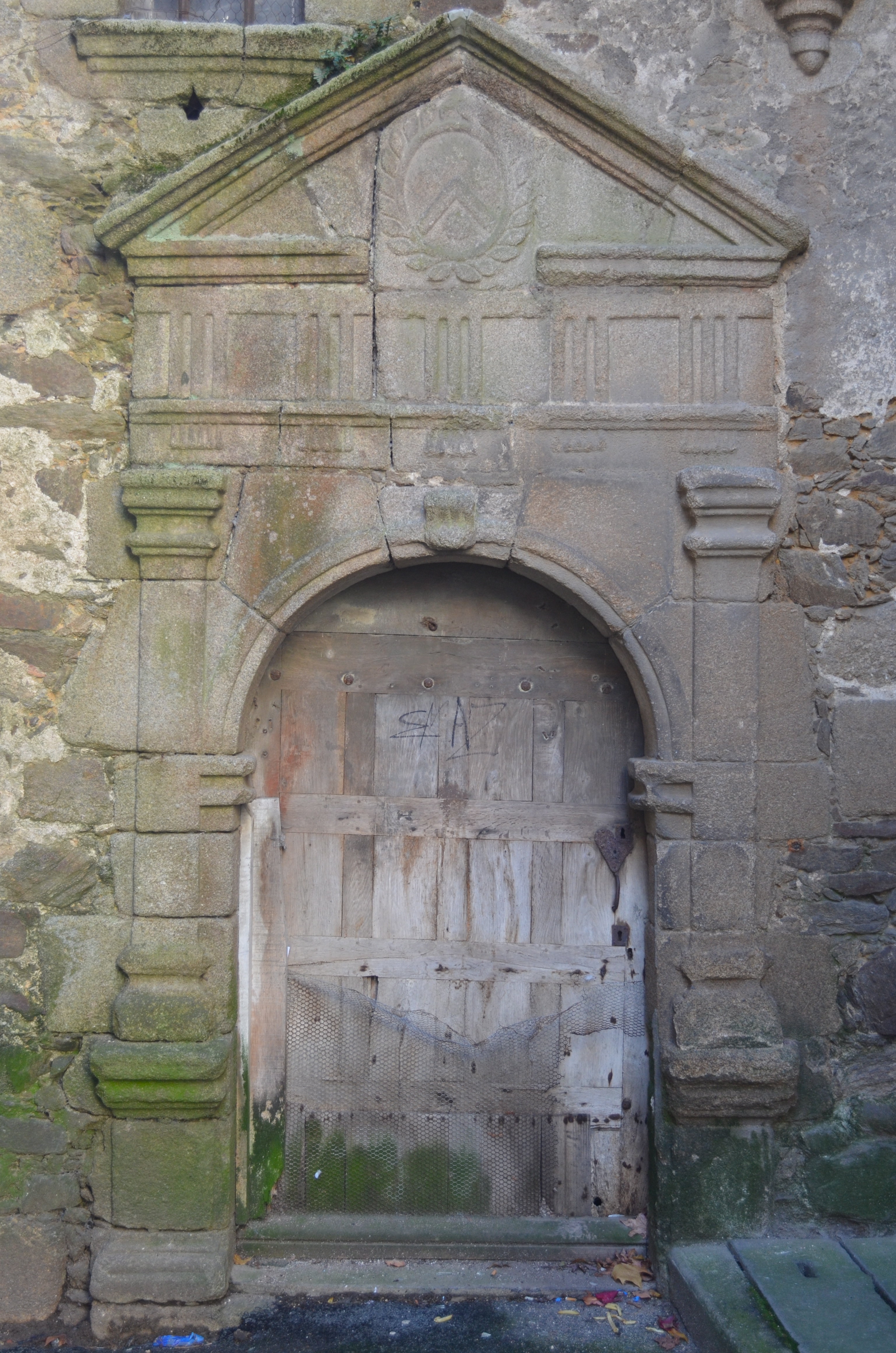
Porte.
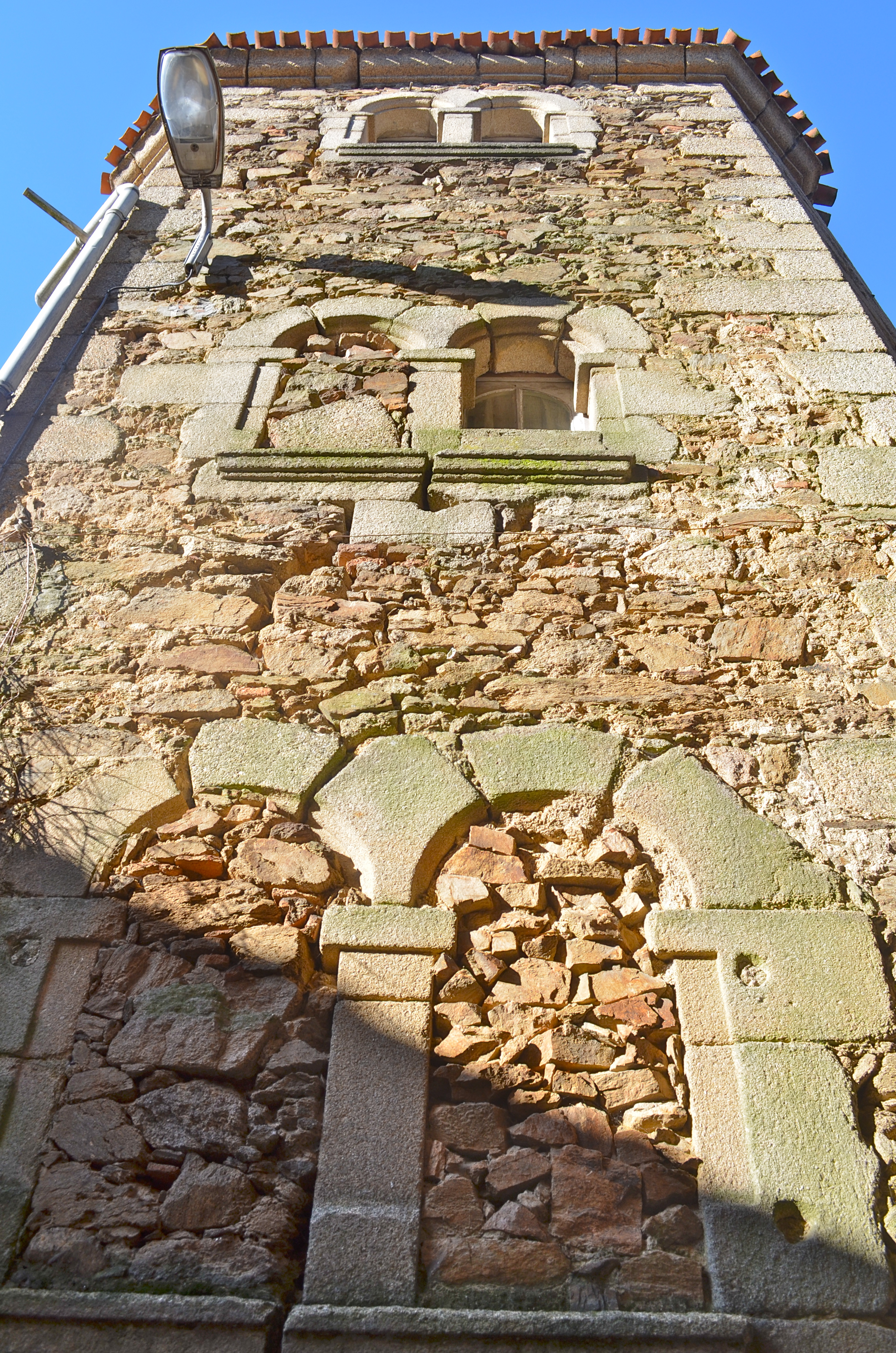
Façade latérale.